# Bythiospeum pfeifferi
Bythiospeum pfeifferi é uma espécie de gastrópode  da família Hydrobiidae.
É endémica de Austria.